# Ber Āgūr
Ber Āgūr (persiska: Berāgūr-e Pā’īn, Berāgūr-e Bālā, Barāqūr, بر آگور) är en ort i Iran.   Den ligger i provinsen Gilan, i den nordvästra delen av landet, 220 km nordväst om huvudstaden Teheran. Ber Āgūr ligger 252 meter över havet och antalet invånare är 618.
Terrängen runt Ber Āgūr är huvudsakligen kuperad, men åt nordost är den platt. Terrängen runt Ber Āgūr sluttar norrut.Runt Ber Āgūr är det ganska glesbefolkat, med 45 invånare per kvadratkilometer. Närmaste större samhälle är Rostamābād, 16,2 km sydväst om Ber Āgūr. I omgivningarna runt Ber Āgūr växer i huvudsak blandskog.